# Estadio Agustín Tovar
El estadio Olímpico Agustín Tovar, inaugurado bajo el nombre de La Carolina, es un estadio de fútbol ubicado en la ciudad de Barinas, capital del estado homónimo, en Venezuela. Cuenta con una capacidad actual de 25 000 espectadores. El 22 de julio de 2001 es renombrado a su denominación actual en honor al deportista barinés Rafael Agustín Tovar Jaime, primer venezolano campeón de boxeo en unos Juegos Bolivarianos.
El estadio fue inaugurado como La Carolina, pues queda ubicado en la zona céntrica de la ciudad, donde se halla el Mercado Popular La Carolina.

## Características
La antigua infraestructura poseía capacidad para unos doce mil espectadores, pero fue objeto de un proceso de remodelación en varias oportunidades, a principios del año 2006 y con una inversión de 60 millones de dólares, se comenzaron los trabajos de reparación general y ampliación de su aforo, a más del doble de su capacidad anterior, en cumplimiento con las exigencias de la Conmebol para adaptar su estructura a un evento internacional de acuerdo con los parámetros de la FIFA.
Tras la remodelación, cuenta con:
- Boleterías.
- Baños.
- Baños privados.
- Capacidad para 30 000 espectadores.
  - Tribuna principal: 14 000 espectadores.
  - Tribuna popular: 15 300 espectadores.
  - Tribuna VIP: 500 espectadores.
- Cabinas para 200 periodistas.
- Gimnasio.
- Camerinos masculinos.
- Camerinos femeninos.
- Sala de asistencia médica.
- Sala de control antidopaje.
- Sala de prensa.
- Sala presidencial.
- Sala de seguridad.
- Tiendas.

## Eventos

### Copa América 2007
| Fecha              | Fase    | Equipo         |                           | Resultado |                     | Equipo   | Espectadores |
| ------------------ | ------- | -------------- | ------------------------- | --------- | ------------------- | -------- | ------------ |
| 2 de julio de 2007 | Grupo C | Estados Unidos | Bandera de Estados Unidos | 1 - 3     | Bandera de Paraguay | Paraguay | 24 319       |